# دادجو دجونا
دادجو دجونا نونجولا (بالفرنسية: Dadju Djuna Nsungula) المعروف في الوسط الفني باسم دادجو (بالفرنسية: Dadju) وهو مغني راب فرنسي ولد في يوم في باريس، فرنسا نشأ في فرنسا ويعيش حاليًا في فرنسا منذ صغره.

## روابط خاريجية
- دادجو دجونا على موقع ميوزك برينز (الإنجليزية)
- دادجو دجونا على موقع أول ميوزيك (الإنجليزية)
- دادجو دجونا على موقع ديسكوغز (الإنجليزية)